# Freon
Freon là thương hiệu của DuPont cho các chất làm lạnh không màu, không mùi, không cháy và không ăn mòn của mình như các cloroflorocacbon và các hydrocloroflorocacbon, được sử dụng trong máy điều hòa và các hệ thống cấp đông. Freon cũng được sử dụng làm chất xông do nó thay thế oxy khi hô hấp để gây ra sự giảm oxy huyết, hay sự hoa mắt giả lập và tái tạo hiệu ứng gây ngộ độc. Nhưng chất này có thể biến thành thể khí, bay vào tầng Ozone ở khí quyển sẽ phá vỡ đi kết cấu của tầng Ozone cũng như làm giảm đi nồng độ của khí quyển Ozone.

## Lịch sử
Freon được phát triển đầu thế kỷ 20 như là chất thay thế cho các khí độc hại trước đó được sử dụng làm chất làm lạnh, như amonia, clorometan, dioxide sulfur. Freon, trong trường hợp này là diclorodiflorometan, do Thomas Midgley, Jr. cùng Charles Kettering tạo ra. Mỗi sản phẩm Freon đều có số riêng cho nó; ví dụ Freon-11 là tricloroflorometan, trong khi Freon-12 là diclorodiflorometan, Freon-114 là 1,2 - diclo-1,2-tetrafloetan, Freon-113 là 1,1,2-triclo-1,2,2-trifloetan. Trong thập niên 1990, phần lớn việc sử dụng Freon đã bị loại bỏ do các tác động tiêu cực mà các cloroflorocacbon và các hydrocloroflorocacbon gây ra đối với tầng ôzôn của khí quyển.